# Pawieł Kapitonow
Pawieł Michajłowicz Kapitonow (ros. Павел Михайлович Капитонов; ur. 10 sierpnia 1976) – rosyjski, a od 2004 roku tadżycki zapaśnik walczący w stylu wolnym. Zajął piąte miejsce mistrzostwach Azji w 2004. Mistrz świata wojskowych w 2001. Uniwersytecki wicemistrz świata w 1998. 
Wicemistrz Rosji w 2001 roku.